# Honoré Bovis
Pour les articles homonymes, voir Bovis.
Honoré Bovis (né le 7 septembre 1748 à Meyronnes et mort le 11 novembre 1824 à Estoublon) est un homme politique français, député au  Conseil des Cinq-Cents en 1795.
Au début de la Révolution française, il est élu administrateur du district de Barcelonnette, dans la vallée de l'Ubaye, puis est nommé dans l’administration de l’armée du Midi. Il devient ensuite directeur des contributions des Basses-Alpes. Sous le Directoire, il est élu aux Cinq-Cents (1795), où il siège jusqu’en 1799. Après le coup d'État du 18 fructidor an V, il est temporairement placé sur une liste de proscription. À la fin de son mandat, il se retire de la vie politique.

## Sources
- Jean-Bernard Lacroix, notice biographique, La Révolution dans les Basses-Alpes, Annales de Haute-Provence, bulletin de la société scientifique et littéraire des Alpes-de-Haute-Provence, no 307, 1er trimestre 1989, 108e année, p 104
- « Honoré Bovis », dans Adolphe Robert et Gaston Cougny, Dictionnaire des parlementaires français, Edgar Bourloton, 1889-1891 [détail de l’édition]